# Alejandro Fernández Sordo
Alejandro Fernández Sordo (Oviedo, 4 de setembre de 1921- Madrid, 6 de maig de 2009) va ser un polític espanyol, ministre del franquisme.

## Biografia
Abans de la Guerra Civil va ser delegat de premsa i propaganda del Sindicato Español Universitario de batxillerat. Finalitzada la contesa, es va llicenciar en dret a la Universitat d'Oviedo, amb premi extraordinari. Posteriorment, va ingressar per oposició en el cos de delegats provincials del Ministeri d'Informació i Turisme, sent destinat a Astúries.
Va exercir els càrrecs de Delegat Provincial d'Informació i Turisme (1956), Delegat Nacional de Premsa, Propaganda i Ràdio del Movimiento (1965) conseller provincial del Movimiento a Astúries,, procurador en Corts des de 1964 regidor, per elecció, de l'Ajuntament d'Oviedo, president del Sindicat Nacional de premsa, ràdio, televisió i publicitat, fundat en 1964. El novembre de 1969 va ser nomenat Director General de premsa, on destacà per la seva dura aplicació de la censura.
Fou Ministre de Relacions sindicals al Governs XIV i XV d'Arias Navarro (1974-1975), els dos darrers del franquisme. Tot i que durant els primers anys de la transició democràtica espanyola era propera al rei Joan Carles I i maniobrà per aconseguir l'elecció de Torcuato Fernández Miranda Hevia com a president de les Corts, quan dimití en desembre de 1975 abandonà la política.
Ha rebut la gran creu de l'Orde de Cisneros al mèrit polític i les encomanes de l'Orde del Mèrit Civil i d'Isabel la Catòlica. Va ser nomenat fill adoptiu de la Llanes, on es troben les seves arrels familiars i les seves més entranyables records, el 19 de gener de 1974.